# Alvaro Verwey
Alvaro Verwey (Paramaribo, 12 januari 1999) is een Surinaams voetballer die speelt als aanvaller.

## Carrière
Verwey speelde korte tijd voor de Deense profploeg Vejle BK waar hij mee speelde met de tweede ploeg. Hij keerde daarna terug naar Suriname en speelde voor een aantal Surinaamse clubs. In 2022 ging hij spelen voor het Amerikaanse LWC Blue Raiders het team van het College waar hij studeert.
In 2018 maakte hij zijn debuut voor het Surinaamse voetbalelftal waarvoor hij vier interlands speelde en eenmaal scoorde.